# Zaldapa Ridge
Der Zaldapa Ridge (englisch; bulgarisch рид Залдапа rid Salpada) ist ein größtenteils unvereister, in ost-westlicher Ausrichtung 4,6 km und 1,7 km breiter Gebirgskamm auf der Yatrus Promontory der Trinity-Halbinsel im Grahamland auf der Antarktischen Halbinsel. Er ist gekennzeichnet von zwei 383 m bzw. 359 m hohen Gipfeln, von denen der höhere 4,55 km ostnordöstlich des McCalman Peak, 7,06 km südlich des Abel-Nunataks und 4,75 km westlich bis südlich des Jade Point aufragt. 
Deutsche und britische Wissenschaftler kartierten ihn 1996 gemeinsam. Die bulgarische Kommission für Antarktische Geographische Namen benannte ihn 2010 nach der antiken thrakischen Ortschaft und späteren Römersiedlung Salpada im Nordosten Bulgariens.